# Whitecourt-Sainte-Anne
Circonscription électorale provinciale du Canada
Whitecourt-Sainte-Anne (auparavant Whitecourt) est une circonscription électorale provinciale de l'Alberta (Canada), située au nord-ouest d'Edmonton. Elle comprend les villes de Mayerthorpe et Whitecourt. Son député actuel est le néo-démocrate ministre de l'agriculture, l'honorable Oneil Carlier.

## Liste des députés
| Années                 | Années          | Député            | Parti politique           |
| Whitecourt             | Whitecourt      | Whitecourt        | Whitecourt                |
| ---------------------- | --------------- | ----------------- | ------------------------- |
|                        | 1971 - 1975     | Peter Trynchy     | Progressiste-conservateur |
|                        | 1975 - 1979     | Peter Trynchy     | Progressiste-conservateur |
|                        | 1979 - 1982     | Peter Trynchy     | Progressiste-conservateur |
|                        | 1982 - 1986     | Peter Trynchy     | Progressiste-conservateur |
|                        | 1986 - 1989     | Peter Trynchy     | Progressiste-conservateur |
|                        | 1989 - 1993     | Peter Trynchy     | Progressiste-conservateur |
| Whitecourt-Sainte-Anne |                 |                   |                           |
|                        | 1993 - 1997     | Peter Trynchy     | Progressiste-conservateur |
|                        | 1997 - 2001     | Peter Trynchy     | Progressiste-conservateur |
|                        | 2001 - 2004     | Geroge VanderBurg | Progressiste-conservateur |
|                        | 2004 - 2008     | Geroge VanderBurg | Progressiste-conservateur |
|                        | 2008 - 2012     | Geroge VanderBurg | Progressiste-conservateur |
|                        | 2012 - 2015     | Geroge VanderBurg | Progressiste-conservateur |
|                        | 2015 - (actuel) | Oneil Carlier     | Néo-démocrate             |